# Zapole (rejon szarkowszczyński)
Zapole (biał. Заполле; ros. Заполье) – wieś na Białorusi, w obwodzie witebskim, w rejonie szarkowszczyńskim, w sielsowiecie Łużki.

## Historia
W czasach zaborów w powiecie dzisieńskim, w guberni wileńskiej Imperium Rosyjskiego.
W latach 1921–1945 wieś leżała w Polsce, w województwie wileńskim, w powiecie dziśnieńskim, w gminie Jazno, od 1929 w gminie Łużki.
Według Powszechnego Spisu Ludności z 1921 roku zamieszkiwały tu 73 osoby, 21 było wyznania rzymskokatolickiego a 52 prawosławnego. Jednocześnie 21 mieszkańców  zadeklarowało polską a 51 białoruską przynależność narodową. Było tu 12 budynków mieszkalnych. W 1931 w 13 domach zamieszkiwało 78 osób.
Wierni należeli do parafii rzymskokatolickiej w Łużkach i prawosławnej w Czerniewiczach. Miejscowość podlegała pod Sąd Grodzki w Łużkach i Okręgowy w Wilnie; właściwy urząd pocztowy mieścił się w Łużkach.
W wyniku napaści ZSRR na Polskę we wrześniu 1939 miejscowość znalazła się pod okupacją sowiecką. 2 listopada została włączona do Białoruskiej SRR. Od czerwca 1941 roku pod okupacją niemiecką. W 1944 miejscowość została ponownie zajęta przez wojska sowieckie i włączona do Białoruskiej SRR.
Od 1991 w składzie niepodległej Białorusi.